# Forquilla (escacs)
|   | a | b | c | d | e | f | g | h |   |
| 8 | a8 negres torre · d7 negres rei · b6 blanques cavall · b5 blanques rei · g4 negres peó · f3 blanques torre · h3 blanques torre | a8 negres torre · d7 negres rei · b6 blanques cavall · b5 blanques rei · g4 negres peó · f3 blanques torre · h3 blanques torre | a8 negres torre · d7 negres rei · b6 blanques cavall · b5 blanques rei · g4 negres peó · f3 blanques torre · h3 blanques torre | a8 negres torre · d7 negres rei · b6 blanques cavall · b5 blanques rei · g4 negres peó · f3 blanques torre · h3 blanques torre | a8 negres torre · d7 negres rei · b6 blanques cavall · b5 blanques rei · g4 negres peó · f3 blanques torre · h3 blanques torre | a8 negres torre · d7 negres rei · b6 blanques cavall · b5 blanques rei · g4 negres peó · f3 blanques torre · h3 blanques torre | a8 negres torre · d7 negres rei · b6 blanques cavall · b5 blanques rei · g4 negres peó · f3 blanques torre · h3 blanques torre | a8 negres torre · d7 negres rei · b6 blanques cavall · b5 blanques rei · g4 negres peó · f3 blanques torre · h3 blanques torre | 8 |
| 7 | a8 negres torre · d7 negres rei · b6 blanques cavall · b5 blanques rei · g4 negres peó · f3 blanques torre · h3 blanques torre | a8 negres torre · d7 negres rei · b6 blanques cavall · b5 blanques rei · g4 negres peó · f3 blanques torre · h3 blanques torre | a8 negres torre · d7 negres rei · b6 blanques cavall · b5 blanques rei · g4 negres peó · f3 blanques torre · h3 blanques torre | a8 negres torre · d7 negres rei · b6 blanques cavall · b5 blanques rei · g4 negres peó · f3 blanques torre · h3 blanques torre | a8 negres torre · d7 negres rei · b6 blanques cavall · b5 blanques rei · g4 negres peó · f3 blanques torre · h3 blanques torre | a8 negres torre · d7 negres rei · b6 blanques cavall · b5 blanques rei · g4 negres peó · f3 blanques torre · h3 blanques torre | a8 negres torre · d7 negres rei · b6 blanques cavall · b5 blanques rei · g4 negres peó · f3 blanques torre · h3 blanques torre | a8 negres torre · d7 negres rei · b6 blanques cavall · b5 blanques rei · g4 negres peó · f3 blanques torre · h3 blanques torre | 7 |
| 6 | a8 negres torre · d7 negres rei · b6 blanques cavall · b5 blanques rei · g4 negres peó · f3 blanques torre · h3 blanques torre | a8 negres torre · d7 negres rei · b6 blanques cavall · b5 blanques rei · g4 negres peó · f3 blanques torre · h3 blanques torre | a8 negres torre · d7 negres rei · b6 blanques cavall · b5 blanques rei · g4 negres peó · f3 blanques torre · h3 blanques torre | a8 negres torre · d7 negres rei · b6 blanques cavall · b5 blanques rei · g4 negres peó · f3 blanques torre · h3 blanques torre | a8 negres torre · d7 negres rei · b6 blanques cavall · b5 blanques rei · g4 negres peó · f3 blanques torre · h3 blanques torre | a8 negres torre · d7 negres rei · b6 blanques cavall · b5 blanques rei · g4 negres peó · f3 blanques torre · h3 blanques torre | a8 negres torre · d7 negres rei · b6 blanques cavall · b5 blanques rei · g4 negres peó · f3 blanques torre · h3 blanques torre | a8 negres torre · d7 negres rei · b6 blanques cavall · b5 blanques rei · g4 negres peó · f3 blanques torre · h3 blanques torre | 6 |
| 5 | a8 negres torre · d7 negres rei · b6 blanques cavall · b5 blanques rei · g4 negres peó · f3 blanques torre · h3 blanques torre | a8 negres torre · d7 negres rei · b6 blanques cavall · b5 blanques rei · g4 negres peó · f3 blanques torre · h3 blanques torre | a8 negres torre · d7 negres rei · b6 blanques cavall · b5 blanques rei · g4 negres peó · f3 blanques torre · h3 blanques torre | a8 negres torre · d7 negres rei · b6 blanques cavall · b5 blanques rei · g4 negres peó · f3 blanques torre · h3 blanques torre | a8 negres torre · d7 negres rei · b6 blanques cavall · b5 blanques rei · g4 negres peó · f3 blanques torre · h3 blanques torre | a8 negres torre · d7 negres rei · b6 blanques cavall · b5 blanques rei · g4 negres peó · f3 blanques torre · h3 blanques torre | a8 negres torre · d7 negres rei · b6 blanques cavall · b5 blanques rei · g4 negres peó · f3 blanques torre · h3 blanques torre | a8 negres torre · d7 negres rei · b6 blanques cavall · b5 blanques rei · g4 negres peó · f3 blanques torre · h3 blanques torre | 5 |
| 4 | a8 negres torre · d7 negres rei · b6 blanques cavall · b5 blanques rei · g4 negres peó · f3 blanques torre · h3 blanques torre | a8 negres torre · d7 negres rei · b6 blanques cavall · b5 blanques rei · g4 negres peó · f3 blanques torre · h3 blanques torre | a8 negres torre · d7 negres rei · b6 blanques cavall · b5 blanques rei · g4 negres peó · f3 blanques torre · h3 blanques torre | a8 negres torre · d7 negres rei · b6 blanques cavall · b5 blanques rei · g4 negres peó · f3 blanques torre · h3 blanques torre | a8 negres torre · d7 negres rei · b6 blanques cavall · b5 blanques rei · g4 negres peó · f3 blanques torre · h3 blanques torre | a8 negres torre · d7 negres rei · b6 blanques cavall · b5 blanques rei · g4 negres peó · f3 blanques torre · h3 blanques torre | a8 negres torre · d7 negres rei · b6 blanques cavall · b5 blanques rei · g4 negres peó · f3 blanques torre · h3 blanques torre | a8 negres torre · d7 negres rei · b6 blanques cavall · b5 blanques rei · g4 negres peó · f3 blanques torre · h3 blanques torre | 4 |
| 3 | a8 negres torre · d7 negres rei · b6 blanques cavall · b5 blanques rei · g4 negres peó · f3 blanques torre · h3 blanques torre | a8 negres torre · d7 negres rei · b6 blanques cavall · b5 blanques rei · g4 negres peó · f3 blanques torre · h3 blanques torre | a8 negres torre · d7 negres rei · b6 blanques cavall · b5 blanques rei · g4 negres peó · f3 blanques torre · h3 blanques torre | a8 negres torre · d7 negres rei · b6 blanques cavall · b5 blanques rei · g4 negres peó · f3 blanques torre · h3 blanques torre | a8 negres torre · d7 negres rei · b6 blanques cavall · b5 blanques rei · g4 negres peó · f3 blanques torre · h3 blanques torre | a8 negres torre · d7 negres rei · b6 blanques cavall · b5 blanques rei · g4 negres peó · f3 blanques torre · h3 blanques torre | a8 negres torre · d7 negres rei · b6 blanques cavall · b5 blanques rei · g4 negres peó · f3 blanques torre · h3 blanques torre | a8 negres torre · d7 negres rei · b6 blanques cavall · b5 blanques rei · g4 negres peó · f3 blanques torre · h3 blanques torre | 3 |
| 2 | a8 negres torre · d7 negres rei · b6 blanques cavall · b5 blanques rei · g4 negres peó · f3 blanques torre · h3 blanques torre | a8 negres torre · d7 negres rei · b6 blanques cavall · b5 blanques rei · g4 negres peó · f3 blanques torre · h3 blanques torre | a8 negres torre · d7 negres rei · b6 blanques cavall · b5 blanques rei · g4 negres peó · f3 blanques torre · h3 blanques torre | a8 negres torre · d7 negres rei · b6 blanques cavall · b5 blanques rei · g4 negres peó · f3 blanques torre · h3 blanques torre | a8 negres torre · d7 negres rei · b6 blanques cavall · b5 blanques rei · g4 negres peó · f3 blanques torre · h3 blanques torre | a8 negres torre · d7 negres rei · b6 blanques cavall · b5 blanques rei · g4 negres peó · f3 blanques torre · h3 blanques torre | a8 negres torre · d7 negres rei · b6 blanques cavall · b5 blanques rei · g4 negres peó · f3 blanques torre · h3 blanques torre | a8 negres torre · d7 negres rei · b6 blanques cavall · b5 blanques rei · g4 negres peó · f3 blanques torre · h3 blanques torre | 2 |
| 1 | a8 negres torre · d7 negres rei · b6 blanques cavall · b5 blanques rei · g4 negres peó · f3 blanques torre · h3 blanques torre | a8 negres torre · d7 negres rei · b6 blanques cavall · b5 blanques rei · g4 negres peó · f3 blanques torre · h3 blanques torre | a8 negres torre · d7 negres rei · b6 blanques cavall · b5 blanques rei · g4 negres peó · f3 blanques torre · h3 blanques torre | a8 negres torre · d7 negres rei · b6 blanques cavall · b5 blanques rei · g4 negres peó · f3 blanques torre · h3 blanques torre | a8 negres torre · d7 negres rei · b6 blanques cavall · b5 blanques rei · g4 negres peó · f3 blanques torre · h3 blanques torre | a8 negres torre · d7 negres rei · b6 blanques cavall · b5 blanques rei · g4 negres peó · f3 blanques torre · h3 blanques torre | a8 negres torre · d7 negres rei · b6 blanques cavall · b5 blanques rei · g4 negres peó · f3 blanques torre · h3 blanques torre | a8 negres torre · d7 negres rei · b6 blanques cavall · b5 blanques rei · g4 negres peó · f3 blanques torre · h3 blanques torre | 1 |
|   | a | b | c | d | e | f | g | h |   |

|   | a | b | c | d | e | f | g | h |   |
| 8 | a8 negres torre · f8 negres cavall · h8 negres cavall · b7 blanques dama · c7 negres alfil · g7 blanques peó · d5 negres rei · c4 negres peó · b3 blanques alfil · d3 blanques cavall · h3 blanques torre · b2 blanques rei · c1 blanques alfil · f1 negres dama | a8 negres torre · f8 negres cavall · h8 negres cavall · b7 blanques dama · c7 negres alfil · g7 blanques peó · d5 negres rei · c4 negres peó · b3 blanques alfil · d3 blanques cavall · h3 blanques torre · b2 blanques rei · c1 blanques alfil · f1 negres dama | a8 negres torre · f8 negres cavall · h8 negres cavall · b7 blanques dama · c7 negres alfil · g7 blanques peó · d5 negres rei · c4 negres peó · b3 blanques alfil · d3 blanques cavall · h3 blanques torre · b2 blanques rei · c1 blanques alfil · f1 negres dama | a8 negres torre · f8 negres cavall · h8 negres cavall · b7 blanques dama · c7 negres alfil · g7 blanques peó · d5 negres rei · c4 negres peó · b3 blanques alfil · d3 blanques cavall · h3 blanques torre · b2 blanques rei · c1 blanques alfil · f1 negres dama | a8 negres torre · f8 negres cavall · h8 negres cavall · b7 blanques dama · c7 negres alfil · g7 blanques peó · d5 negres rei · c4 negres peó · b3 blanques alfil · d3 blanques cavall · h3 blanques torre · b2 blanques rei · c1 blanques alfil · f1 negres dama | a8 negres torre · f8 negres cavall · h8 negres cavall · b7 blanques dama · c7 negres alfil · g7 blanques peó · d5 negres rei · c4 negres peó · b3 blanques alfil · d3 blanques cavall · h3 blanques torre · b2 blanques rei · c1 blanques alfil · f1 negres dama | a8 negres torre · f8 negres cavall · h8 negres cavall · b7 blanques dama · c7 negres alfil · g7 blanques peó · d5 negres rei · c4 negres peó · b3 blanques alfil · d3 blanques cavall · h3 blanques torre · b2 blanques rei · c1 blanques alfil · f1 negres dama | a8 negres torre · f8 negres cavall · h8 negres cavall · b7 blanques dama · c7 negres alfil · g7 blanques peó · d5 negres rei · c4 negres peó · b3 blanques alfil · d3 blanques cavall · h3 blanques torre · b2 blanques rei · c1 blanques alfil · f1 negres dama | 8 |
| 7 | a8 negres torre · f8 negres cavall · h8 negres cavall · b7 blanques dama · c7 negres alfil · g7 blanques peó · d5 negres rei · c4 negres peó · b3 blanques alfil · d3 blanques cavall · h3 blanques torre · b2 blanques rei · c1 blanques alfil · f1 negres dama | a8 negres torre · f8 negres cavall · h8 negres cavall · b7 blanques dama · c7 negres alfil · g7 blanques peó · d5 negres rei · c4 negres peó · b3 blanques alfil · d3 blanques cavall · h3 blanques torre · b2 blanques rei · c1 blanques alfil · f1 negres dama | a8 negres torre · f8 negres cavall · h8 negres cavall · b7 blanques dama · c7 negres alfil · g7 blanques peó · d5 negres rei · c4 negres peó · b3 blanques alfil · d3 blanques cavall · h3 blanques torre · b2 blanques rei · c1 blanques alfil · f1 negres dama | a8 negres torre · f8 negres cavall · h8 negres cavall · b7 blanques dama · c7 negres alfil · g7 blanques peó · d5 negres rei · c4 negres peó · b3 blanques alfil · d3 blanques cavall · h3 blanques torre · b2 blanques rei · c1 blanques alfil · f1 negres dama | a8 negres torre · f8 negres cavall · h8 negres cavall · b7 blanques dama · c7 negres alfil · g7 blanques peó · d5 negres rei · c4 negres peó · b3 blanques alfil · d3 blanques cavall · h3 blanques torre · b2 blanques rei · c1 blanques alfil · f1 negres dama | a8 negres torre · f8 negres cavall · h8 negres cavall · b7 blanques dama · c7 negres alfil · g7 blanques peó · d5 negres rei · c4 negres peó · b3 blanques alfil · d3 blanques cavall · h3 blanques torre · b2 blanques rei · c1 blanques alfil · f1 negres dama | a8 negres torre · f8 negres cavall · h8 negres cavall · b7 blanques dama · c7 negres alfil · g7 blanques peó · d5 negres rei · c4 negres peó · b3 blanques alfil · d3 blanques cavall · h3 blanques torre · b2 blanques rei · c1 blanques alfil · f1 negres dama | a8 negres torre · f8 negres cavall · h8 negres cavall · b7 blanques dama · c7 negres alfil · g7 blanques peó · d5 negres rei · c4 negres peó · b3 blanques alfil · d3 blanques cavall · h3 blanques torre · b2 blanques rei · c1 blanques alfil · f1 negres dama | 7 |
| 6 | a8 negres torre · f8 negres cavall · h8 negres cavall · b7 blanques dama · c7 negres alfil · g7 blanques peó · d5 negres rei · c4 negres peó · b3 blanques alfil · d3 blanques cavall · h3 blanques torre · b2 blanques rei · c1 blanques alfil · f1 negres dama | a8 negres torre · f8 negres cavall · h8 negres cavall · b7 blanques dama · c7 negres alfil · g7 blanques peó · d5 negres rei · c4 negres peó · b3 blanques alfil · d3 blanques cavall · h3 blanques torre · b2 blanques rei · c1 blanques alfil · f1 negres dama | a8 negres torre · f8 negres cavall · h8 negres cavall · b7 blanques dama · c7 negres alfil · g7 blanques peó · d5 negres rei · c4 negres peó · b3 blanques alfil · d3 blanques cavall · h3 blanques torre · b2 blanques rei · c1 blanques alfil · f1 negres dama | a8 negres torre · f8 negres cavall · h8 negres cavall · b7 blanques dama · c7 negres alfil · g7 blanques peó · d5 negres rei · c4 negres peó · b3 blanques alfil · d3 blanques cavall · h3 blanques torre · b2 blanques rei · c1 blanques alfil · f1 negres dama | a8 negres torre · f8 negres cavall · h8 negres cavall · b7 blanques dama · c7 negres alfil · g7 blanques peó · d5 negres rei · c4 negres peó · b3 blanques alfil · d3 blanques cavall · h3 blanques torre · b2 blanques rei · c1 blanques alfil · f1 negres dama | a8 negres torre · f8 negres cavall · h8 negres cavall · b7 blanques dama · c7 negres alfil · g7 blanques peó · d5 negres rei · c4 negres peó · b3 blanques alfil · d3 blanques cavall · h3 blanques torre · b2 blanques rei · c1 blanques alfil · f1 negres dama | a8 negres torre · f8 negres cavall · h8 negres cavall · b7 blanques dama · c7 negres alfil · g7 blanques peó · d5 negres rei · c4 negres peó · b3 blanques alfil · d3 blanques cavall · h3 blanques torre · b2 blanques rei · c1 blanques alfil · f1 negres dama | a8 negres torre · f8 negres cavall · h8 negres cavall · b7 blanques dama · c7 negres alfil · g7 blanques peó · d5 negres rei · c4 negres peó · b3 blanques alfil · d3 blanques cavall · h3 blanques torre · b2 blanques rei · c1 blanques alfil · f1 negres dama | 6 |
| 5 | a8 negres torre · f8 negres cavall · h8 negres cavall · b7 blanques dama · c7 negres alfil · g7 blanques peó · d5 negres rei · c4 negres peó · b3 blanques alfil · d3 blanques cavall · h3 blanques torre · b2 blanques rei · c1 blanques alfil · f1 negres dama | a8 negres torre · f8 negres cavall · h8 negres cavall · b7 blanques dama · c7 negres alfil · g7 blanques peó · d5 negres rei · c4 negres peó · b3 blanques alfil · d3 blanques cavall · h3 blanques torre · b2 blanques rei · c1 blanques alfil · f1 negres dama | a8 negres torre · f8 negres cavall · h8 negres cavall · b7 blanques dama · c7 negres alfil · g7 blanques peó · d5 negres rei · c4 negres peó · b3 blanques alfil · d3 blanques cavall · h3 blanques torre · b2 blanques rei · c1 blanques alfil · f1 negres dama | a8 negres torre · f8 negres cavall · h8 negres cavall · b7 blanques dama · c7 negres alfil · g7 blanques peó · d5 negres rei · c4 negres peó · b3 blanques alfil · d3 blanques cavall · h3 blanques torre · b2 blanques rei · c1 blanques alfil · f1 negres dama | a8 negres torre · f8 negres cavall · h8 negres cavall · b7 blanques dama · c7 negres alfil · g7 blanques peó · d5 negres rei · c4 negres peó · b3 blanques alfil · d3 blanques cavall · h3 blanques torre · b2 blanques rei · c1 blanques alfil · f1 negres dama | a8 negres torre · f8 negres cavall · h8 negres cavall · b7 blanques dama · c7 negres alfil · g7 blanques peó · d5 negres rei · c4 negres peó · b3 blanques alfil · d3 blanques cavall · h3 blanques torre · b2 blanques rei · c1 blanques alfil · f1 negres dama | a8 negres torre · f8 negres cavall · h8 negres cavall · b7 blanques dama · c7 negres alfil · g7 blanques peó · d5 negres rei · c4 negres peó · b3 blanques alfil · d3 blanques cavall · h3 blanques torre · b2 blanques rei · c1 blanques alfil · f1 negres dama | a8 negres torre · f8 negres cavall · h8 negres cavall · b7 blanques dama · c7 negres alfil · g7 blanques peó · d5 negres rei · c4 negres peó · b3 blanques alfil · d3 blanques cavall · h3 blanques torre · b2 blanques rei · c1 blanques alfil · f1 negres dama | 5 |
| 4 | a8 negres torre · f8 negres cavall · h8 negres cavall · b7 blanques dama · c7 negres alfil · g7 blanques peó · d5 negres rei · c4 negres peó · b3 blanques alfil · d3 blanques cavall · h3 blanques torre · b2 blanques rei · c1 blanques alfil · f1 negres dama | a8 negres torre · f8 negres cavall · h8 negres cavall · b7 blanques dama · c7 negres alfil · g7 blanques peó · d5 negres rei · c4 negres peó · b3 blanques alfil · d3 blanques cavall · h3 blanques torre · b2 blanques rei · c1 blanques alfil · f1 negres dama | a8 negres torre · f8 negres cavall · h8 negres cavall · b7 blanques dama · c7 negres alfil · g7 blanques peó · d5 negres rei · c4 negres peó · b3 blanques alfil · d3 blanques cavall · h3 blanques torre · b2 blanques rei · c1 blanques alfil · f1 negres dama | a8 negres torre · f8 negres cavall · h8 negres cavall · b7 blanques dama · c7 negres alfil · g7 blanques peó · d5 negres rei · c4 negres peó · b3 blanques alfil · d3 blanques cavall · h3 blanques torre · b2 blanques rei · c1 blanques alfil · f1 negres dama | a8 negres torre · f8 negres cavall · h8 negres cavall · b7 blanques dama · c7 negres alfil · g7 blanques peó · d5 negres rei · c4 negres peó · b3 blanques alfil · d3 blanques cavall · h3 blanques torre · b2 blanques rei · c1 blanques alfil · f1 negres dama | a8 negres torre · f8 negres cavall · h8 negres cavall · b7 blanques dama · c7 negres alfil · g7 blanques peó · d5 negres rei · c4 negres peó · b3 blanques alfil · d3 blanques cavall · h3 blanques torre · b2 blanques rei · c1 blanques alfil · f1 negres dama | a8 negres torre · f8 negres cavall · h8 negres cavall · b7 blanques dama · c7 negres alfil · g7 blanques peó · d5 negres rei · c4 negres peó · b3 blanques alfil · d3 blanques cavall · h3 blanques torre · b2 blanques rei · c1 blanques alfil · f1 negres dama | a8 negres torre · f8 negres cavall · h8 negres cavall · b7 blanques dama · c7 negres alfil · g7 blanques peó · d5 negres rei · c4 negres peó · b3 blanques alfil · d3 blanques cavall · h3 blanques torre · b2 blanques rei · c1 blanques alfil · f1 negres dama | 4 |
| 3 | a8 negres torre · f8 negres cavall · h8 negres cavall · b7 blanques dama · c7 negres alfil · g7 blanques peó · d5 negres rei · c4 negres peó · b3 blanques alfil · d3 blanques cavall · h3 blanques torre · b2 blanques rei · c1 blanques alfil · f1 negres dama | a8 negres torre · f8 negres cavall · h8 negres cavall · b7 blanques dama · c7 negres alfil · g7 blanques peó · d5 negres rei · c4 negres peó · b3 blanques alfil · d3 blanques cavall · h3 blanques torre · b2 blanques rei · c1 blanques alfil · f1 negres dama | a8 negres torre · f8 negres cavall · h8 negres cavall · b7 blanques dama · c7 negres alfil · g7 blanques peó · d5 negres rei · c4 negres peó · b3 blanques alfil · d3 blanques cavall · h3 blanques torre · b2 blanques rei · c1 blanques alfil · f1 negres dama | a8 negres torre · f8 negres cavall · h8 negres cavall · b7 blanques dama · c7 negres alfil · g7 blanques peó · d5 negres rei · c4 negres peó · b3 blanques alfil · d3 blanques cavall · h3 blanques torre · b2 blanques rei · c1 blanques alfil · f1 negres dama | a8 negres torre · f8 negres cavall · h8 negres cavall · b7 blanques dama · c7 negres alfil · g7 blanques peó · d5 negres rei · c4 negres peó · b3 blanques alfil · d3 blanques cavall · h3 blanques torre · b2 blanques rei · c1 blanques alfil · f1 negres dama | a8 negres torre · f8 negres cavall · h8 negres cavall · b7 blanques dama · c7 negres alfil · g7 blanques peó · d5 negres rei · c4 negres peó · b3 blanques alfil · d3 blanques cavall · h3 blanques torre · b2 blanques rei · c1 blanques alfil · f1 negres dama | a8 negres torre · f8 negres cavall · h8 negres cavall · b7 blanques dama · c7 negres alfil · g7 blanques peó · d5 negres rei · c4 negres peó · b3 blanques alfil · d3 blanques cavall · h3 blanques torre · b2 blanques rei · c1 blanques alfil · f1 negres dama | a8 negres torre · f8 negres cavall · h8 negres cavall · b7 blanques dama · c7 negres alfil · g7 blanques peó · d5 negres rei · c4 negres peó · b3 blanques alfil · d3 blanques cavall · h3 blanques torre · b2 blanques rei · c1 blanques alfil · f1 negres dama | 3 |
| 2 | a8 negres torre · f8 negres cavall · h8 negres cavall · b7 blanques dama · c7 negres alfil · g7 blanques peó · d5 negres rei · c4 negres peó · b3 blanques alfil · d3 blanques cavall · h3 blanques torre · b2 blanques rei · c1 blanques alfil · f1 negres dama | a8 negres torre · f8 negres cavall · h8 negres cavall · b7 blanques dama · c7 negres alfil · g7 blanques peó · d5 negres rei · c4 negres peó · b3 blanques alfil · d3 blanques cavall · h3 blanques torre · b2 blanques rei · c1 blanques alfil · f1 negres dama | a8 negres torre · f8 negres cavall · h8 negres cavall · b7 blanques dama · c7 negres alfil · g7 blanques peó · d5 negres rei · c4 negres peó · b3 blanques alfil · d3 blanques cavall · h3 blanques torre · b2 blanques rei · c1 blanques alfil · f1 negres dama | a8 negres torre · f8 negres cavall · h8 negres cavall · b7 blanques dama · c7 negres alfil · g7 blanques peó · d5 negres rei · c4 negres peó · b3 blanques alfil · d3 blanques cavall · h3 blanques torre · b2 blanques rei · c1 blanques alfil · f1 negres dama | a8 negres torre · f8 negres cavall · h8 negres cavall · b7 blanques dama · c7 negres alfil · g7 blanques peó · d5 negres rei · c4 negres peó · b3 blanques alfil · d3 blanques cavall · h3 blanques torre · b2 blanques rei · c1 blanques alfil · f1 negres dama | a8 negres torre · f8 negres cavall · h8 negres cavall · b7 blanques dama · c7 negres alfil · g7 blanques peó · d5 negres rei · c4 negres peó · b3 blanques alfil · d3 blanques cavall · h3 blanques torre · b2 blanques rei · c1 blanques alfil · f1 negres dama | a8 negres torre · f8 negres cavall · h8 negres cavall · b7 blanques dama · c7 negres alfil · g7 blanques peó · d5 negres rei · c4 negres peó · b3 blanques alfil · d3 blanques cavall · h3 blanques torre · b2 blanques rei · c1 blanques alfil · f1 negres dama | a8 negres torre · f8 negres cavall · h8 negres cavall · b7 blanques dama · c7 negres alfil · g7 blanques peó · d5 negres rei · c4 negres peó · b3 blanques alfil · d3 blanques cavall · h3 blanques torre · b2 blanques rei · c1 blanques alfil · f1 negres dama | 2 |
| 1 | a8 negres torre · f8 negres cavall · h8 negres cavall · b7 blanques dama · c7 negres alfil · g7 blanques peó · d5 negres rei · c4 negres peó · b3 blanques alfil · d3 blanques cavall · h3 blanques torre · b2 blanques rei · c1 blanques alfil · f1 negres dama | a8 negres torre · f8 negres cavall · h8 negres cavall · b7 blanques dama · c7 negres alfil · g7 blanques peó · d5 negres rei · c4 negres peó · b3 blanques alfil · d3 blanques cavall · h3 blanques torre · b2 blanques rei · c1 blanques alfil · f1 negres dama | a8 negres torre · f8 negres cavall · h8 negres cavall · b7 blanques dama · c7 negres alfil · g7 blanques peó · d5 negres rei · c4 negres peó · b3 blanques alfil · d3 blanques cavall · h3 blanques torre · b2 blanques rei · c1 blanques alfil · f1 negres dama | a8 negres torre · f8 negres cavall · h8 negres cavall · b7 blanques dama · c7 negres alfil · g7 blanques peó · d5 negres rei · c4 negres peó · b3 blanques alfil · d3 blanques cavall · h3 blanques torre · b2 blanques rei · c1 blanques alfil · f1 negres dama | a8 negres torre · f8 negres cavall · h8 negres cavall · b7 blanques dama · c7 negres alfil · g7 blanques peó · d5 negres rei · c4 negres peó · b3 blanques alfil · d3 blanques cavall · h3 blanques torre · b2 blanques rei · c1 blanques alfil · f1 negres dama | a8 negres torre · f8 negres cavall · h8 negres cavall · b7 blanques dama · c7 negres alfil · g7 blanques peó · d5 negres rei · c4 negres peó · b3 blanques alfil · d3 blanques cavall · h3 blanques torre · b2 blanques rei · c1 blanques alfil · f1 negres dama | a8 negres torre · f8 negres cavall · h8 negres cavall · b7 blanques dama · c7 negres alfil · g7 blanques peó · d5 negres rei · c4 negres peó · b3 blanques alfil · d3 blanques cavall · h3 blanques torre · b2 blanques rei · c1 blanques alfil · f1 negres dama | a8 negres torre · f8 negres cavall · h8 negres cavall · b7 blanques dama · c7 negres alfil · g7 blanques peó · d5 negres rei · c4 negres peó · b3 blanques alfil · d3 blanques cavall · h3 blanques torre · b2 blanques rei · c1 blanques alfil · f1 negres dama | 1 |
|   | a | b | c | d | e | f | g | h |   |

En escacs, una forquilla (o també unes ulleres) és una tàctica que utilitza una peça per atacar dues o més peces oponents alhora, esperant de guanyar material (capturant una de les peces de l'oponent) perquè el contrari, en un moviment, només pot protegir-se contra una de les dues (o més) amenaces.
El tipus de forquilla es coneix comunament com el nom de la peça que el realitza. Per exemple, en una forquilla de cavall, un cavall es mou per atacar dues o més peces enemigues en el mateix moviment. Qualsevol tipus de peça d'escacs, inclòs el rei, pot fer una forquilla.
Els cavalls s'utilitzen sovint per realitzar forquilles: salten a una posició des d'on ataquen dues peces.
Els peons també poden fer forquilles: quan es moven cap endavant, poden atacar dues peces: diagonalment cap a l'esquerra i cap a la dreta. Al diagrama de la dreta, el peó negre fa una forquilla a les dues torres blanques.
Un moviment de dama també ataca sovint dues peces al mateix temps, però típicament només guanya material si ambdues peces estan indefenses o si una no està defensada i l'altra és el rei contrari. Com que la dama és normalment més valuosa que les peces que ataca, normalment només guanya material capturant peces indefenses. Però, la possibilitat d'una forquilla de dama és una amenaça molt real quan la dama té camp obert, com és el cas d'un final. Una forquilla amb una dama protegida contra el rei i la dama contraris sol ser una bona tàctica per forçar l'intercanvi de dames.
El terme forquilla reial s'utilitza de vegades per a descriure la situació en què es realitza una forquilla al rei i la dama; aquest és més destructiu tipus de forquilla possible, ja que d'aquest escenari se'n deriva la pèrdua de la dama en la majoria dels casos.
El següent exemple d'una forquilla és de la primera ronda del Campionat del món de la FIDE de 2004 entre Mohammad Tissó i Aleksei Dréiev. Després del 3è moviment de les blanques es va assolir la següent posició:
|   | a | b | c | d | e | f | g | h |   |
| 8 | a8 negres torre · g8 negres rei · b7 negres peó · d7 negres dama · f7 negres peó · g7 negres alfil · h7 negres peó · g6 negres peó · c5 blanques peó · d5 negres peó · a4 negres peó · e4 negres cavall · f4 blanques dama · a3 blanques peó · f3 blanques peó · a2 blanques alfil · d2 blanques alfil · g2 blanques peó · h2 blanques peó · c1 blanques torre · h1 blanques rei | a8 negres torre · g8 negres rei · b7 negres peó · d7 negres dama · f7 negres peó · g7 negres alfil · h7 negres peó · g6 negres peó · c5 blanques peó · d5 negres peó · a4 negres peó · e4 negres cavall · f4 blanques dama · a3 blanques peó · f3 blanques peó · a2 blanques alfil · d2 blanques alfil · g2 blanques peó · h2 blanques peó · c1 blanques torre · h1 blanques rei | a8 negres torre · g8 negres rei · b7 negres peó · d7 negres dama · f7 negres peó · g7 negres alfil · h7 negres peó · g6 negres peó · c5 blanques peó · d5 negres peó · a4 negres peó · e4 negres cavall · f4 blanques dama · a3 blanques peó · f3 blanques peó · a2 blanques alfil · d2 blanques alfil · g2 blanques peó · h2 blanques peó · c1 blanques torre · h1 blanques rei | a8 negres torre · g8 negres rei · b7 negres peó · d7 negres dama · f7 negres peó · g7 negres alfil · h7 negres peó · g6 negres peó · c5 blanques peó · d5 negres peó · a4 negres peó · e4 negres cavall · f4 blanques dama · a3 blanques peó · f3 blanques peó · a2 blanques alfil · d2 blanques alfil · g2 blanques peó · h2 blanques peó · c1 blanques torre · h1 blanques rei | a8 negres torre · g8 negres rei · b7 negres peó · d7 negres dama · f7 negres peó · g7 negres alfil · h7 negres peó · g6 negres peó · c5 blanques peó · d5 negres peó · a4 negres peó · e4 negres cavall · f4 blanques dama · a3 blanques peó · f3 blanques peó · a2 blanques alfil · d2 blanques alfil · g2 blanques peó · h2 blanques peó · c1 blanques torre · h1 blanques rei | a8 negres torre · g8 negres rei · b7 negres peó · d7 negres dama · f7 negres peó · g7 negres alfil · h7 negres peó · g6 negres peó · c5 blanques peó · d5 negres peó · a4 negres peó · e4 negres cavall · f4 blanques dama · a3 blanques peó · f3 blanques peó · a2 blanques alfil · d2 blanques alfil · g2 blanques peó · h2 blanques peó · c1 blanques torre · h1 blanques rei | a8 negres torre · g8 negres rei · b7 negres peó · d7 negres dama · f7 negres peó · g7 negres alfil · h7 negres peó · g6 negres peó · c5 blanques peó · d5 negres peó · a4 negres peó · e4 negres cavall · f4 blanques dama · a3 blanques peó · f3 blanques peó · a2 blanques alfil · d2 blanques alfil · g2 blanques peó · h2 blanques peó · c1 blanques torre · h1 blanques rei | a8 negres torre · g8 negres rei · b7 negres peó · d7 negres dama · f7 negres peó · g7 negres alfil · h7 negres peó · g6 negres peó · c5 blanques peó · d5 negres peó · a4 negres peó · e4 negres cavall · f4 blanques dama · a3 blanques peó · f3 blanques peó · a2 blanques alfil · d2 blanques alfil · g2 blanques peó · h2 blanques peó · c1 blanques torre · h1 blanques rei | 8 |
| 7 | a8 negres torre · g8 negres rei · b7 negres peó · d7 negres dama · f7 negres peó · g7 negres alfil · h7 negres peó · g6 negres peó · c5 blanques peó · d5 negres peó · a4 negres peó · e4 negres cavall · f4 blanques dama · a3 blanques peó · f3 blanques peó · a2 blanques alfil · d2 blanques alfil · g2 blanques peó · h2 blanques peó · c1 blanques torre · h1 blanques rei | a8 negres torre · g8 negres rei · b7 negres peó · d7 negres dama · f7 negres peó · g7 negres alfil · h7 negres peó · g6 negres peó · c5 blanques peó · d5 negres peó · a4 negres peó · e4 negres cavall · f4 blanques dama · a3 blanques peó · f3 blanques peó · a2 blanques alfil · d2 blanques alfil · g2 blanques peó · h2 blanques peó · c1 blanques torre · h1 blanques rei | a8 negres torre · g8 negres rei · b7 negres peó · d7 negres dama · f7 negres peó · g7 negres alfil · h7 negres peó · g6 negres peó · c5 blanques peó · d5 negres peó · a4 negres peó · e4 negres cavall · f4 blanques dama · a3 blanques peó · f3 blanques peó · a2 blanques alfil · d2 blanques alfil · g2 blanques peó · h2 blanques peó · c1 blanques torre · h1 blanques rei | a8 negres torre · g8 negres rei · b7 negres peó · d7 negres dama · f7 negres peó · g7 negres alfil · h7 negres peó · g6 negres peó · c5 blanques peó · d5 negres peó · a4 negres peó · e4 negres cavall · f4 blanques dama · a3 blanques peó · f3 blanques peó · a2 blanques alfil · d2 blanques alfil · g2 blanques peó · h2 blanques peó · c1 blanques torre · h1 blanques rei | a8 negres torre · g8 negres rei · b7 negres peó · d7 negres dama · f7 negres peó · g7 negres alfil · h7 negres peó · g6 negres peó · c5 blanques peó · d5 negres peó · a4 negres peó · e4 negres cavall · f4 blanques dama · a3 blanques peó · f3 blanques peó · a2 blanques alfil · d2 blanques alfil · g2 blanques peó · h2 blanques peó · c1 blanques torre · h1 blanques rei | a8 negres torre · g8 negres rei · b7 negres peó · d7 negres dama · f7 negres peó · g7 negres alfil · h7 negres peó · g6 negres peó · c5 blanques peó · d5 negres peó · a4 negres peó · e4 negres cavall · f4 blanques dama · a3 blanques peó · f3 blanques peó · a2 blanques alfil · d2 blanques alfil · g2 blanques peó · h2 blanques peó · c1 blanques torre · h1 blanques rei | a8 negres torre · g8 negres rei · b7 negres peó · d7 negres dama · f7 negres peó · g7 negres alfil · h7 negres peó · g6 negres peó · c5 blanques peó · d5 negres peó · a4 negres peó · e4 negres cavall · f4 blanques dama · a3 blanques peó · f3 blanques peó · a2 blanques alfil · d2 blanques alfil · g2 blanques peó · h2 blanques peó · c1 blanques torre · h1 blanques rei | a8 negres torre · g8 negres rei · b7 negres peó · d7 negres dama · f7 negres peó · g7 negres alfil · h7 negres peó · g6 negres peó · c5 blanques peó · d5 negres peó · a4 negres peó · e4 negres cavall · f4 blanques dama · a3 blanques peó · f3 blanques peó · a2 blanques alfil · d2 blanques alfil · g2 blanques peó · h2 blanques peó · c1 blanques torre · h1 blanques rei | 7 |
| 6 | a8 negres torre · g8 negres rei · b7 negres peó · d7 negres dama · f7 negres peó · g7 negres alfil · h7 negres peó · g6 negres peó · c5 blanques peó · d5 negres peó · a4 negres peó · e4 negres cavall · f4 blanques dama · a3 blanques peó · f3 blanques peó · a2 blanques alfil · d2 blanques alfil · g2 blanques peó · h2 blanques peó · c1 blanques torre · h1 blanques rei | a8 negres torre · g8 negres rei · b7 negres peó · d7 negres dama · f7 negres peó · g7 negres alfil · h7 negres peó · g6 negres peó · c5 blanques peó · d5 negres peó · a4 negres peó · e4 negres cavall · f4 blanques dama · a3 blanques peó · f3 blanques peó · a2 blanques alfil · d2 blanques alfil · g2 blanques peó · h2 blanques peó · c1 blanques torre · h1 blanques rei | a8 negres torre · g8 negres rei · b7 negres peó · d7 negres dama · f7 negres peó · g7 negres alfil · h7 negres peó · g6 negres peó · c5 blanques peó · d5 negres peó · a4 negres peó · e4 negres cavall · f4 blanques dama · a3 blanques peó · f3 blanques peó · a2 blanques alfil · d2 blanques alfil · g2 blanques peó · h2 blanques peó · c1 blanques torre · h1 blanques rei | a8 negres torre · g8 negres rei · b7 negres peó · d7 negres dama · f7 negres peó · g7 negres alfil · h7 negres peó · g6 negres peó · c5 blanques peó · d5 negres peó · a4 negres peó · e4 negres cavall · f4 blanques dama · a3 blanques peó · f3 blanques peó · a2 blanques alfil · d2 blanques alfil · g2 blanques peó · h2 blanques peó · c1 blanques torre · h1 blanques rei | a8 negres torre · g8 negres rei · b7 negres peó · d7 negres dama · f7 negres peó · g7 negres alfil · h7 negres peó · g6 negres peó · c5 blanques peó · d5 negres peó · a4 negres peó · e4 negres cavall · f4 blanques dama · a3 blanques peó · f3 blanques peó · a2 blanques alfil · d2 blanques alfil · g2 blanques peó · h2 blanques peó · c1 blanques torre · h1 blanques rei | a8 negres torre · g8 negres rei · b7 negres peó · d7 negres dama · f7 negres peó · g7 negres alfil · h7 negres peó · g6 negres peó · c5 blanques peó · d5 negres peó · a4 negres peó · e4 negres cavall · f4 blanques dama · a3 blanques peó · f3 blanques peó · a2 blanques alfil · d2 blanques alfil · g2 blanques peó · h2 blanques peó · c1 blanques torre · h1 blanques rei | a8 negres torre · g8 negres rei · b7 negres peó · d7 negres dama · f7 negres peó · g7 negres alfil · h7 negres peó · g6 negres peó · c5 blanques peó · d5 negres peó · a4 negres peó · e4 negres cavall · f4 blanques dama · a3 blanques peó · f3 blanques peó · a2 blanques alfil · d2 blanques alfil · g2 blanques peó · h2 blanques peó · c1 blanques torre · h1 blanques rei | a8 negres torre · g8 negres rei · b7 negres peó · d7 negres dama · f7 negres peó · g7 negres alfil · h7 negres peó · g6 negres peó · c5 blanques peó · d5 negres peó · a4 negres peó · e4 negres cavall · f4 blanques dama · a3 blanques peó · f3 blanques peó · a2 blanques alfil · d2 blanques alfil · g2 blanques peó · h2 blanques peó · c1 blanques torre · h1 blanques rei | 6 |
| 5 | a8 negres torre · g8 negres rei · b7 negres peó · d7 negres dama · f7 negres peó · g7 negres alfil · h7 negres peó · g6 negres peó · c5 blanques peó · d5 negres peó · a4 negres peó · e4 negres cavall · f4 blanques dama · a3 blanques peó · f3 blanques peó · a2 blanques alfil · d2 blanques alfil · g2 blanques peó · h2 blanques peó · c1 blanques torre · h1 blanques rei | a8 negres torre · g8 negres rei · b7 negres peó · d7 negres dama · f7 negres peó · g7 negres alfil · h7 negres peó · g6 negres peó · c5 blanques peó · d5 negres peó · a4 negres peó · e4 negres cavall · f4 blanques dama · a3 blanques peó · f3 blanques peó · a2 blanques alfil · d2 blanques alfil · g2 blanques peó · h2 blanques peó · c1 blanques torre · h1 blanques rei | a8 negres torre · g8 negres rei · b7 negres peó · d7 negres dama · f7 negres peó · g7 negres alfil · h7 negres peó · g6 negres peó · c5 blanques peó · d5 negres peó · a4 negres peó · e4 negres cavall · f4 blanques dama · a3 blanques peó · f3 blanques peó · a2 blanques alfil · d2 blanques alfil · g2 blanques peó · h2 blanques peó · c1 blanques torre · h1 blanques rei | a8 negres torre · g8 negres rei · b7 negres peó · d7 negres dama · f7 negres peó · g7 negres alfil · h7 negres peó · g6 negres peó · c5 blanques peó · d5 negres peó · a4 negres peó · e4 negres cavall · f4 blanques dama · a3 blanques peó · f3 blanques peó · a2 blanques alfil · d2 blanques alfil · g2 blanques peó · h2 blanques peó · c1 blanques torre · h1 blanques rei | a8 negres torre · g8 negres rei · b7 negres peó · d7 negres dama · f7 negres peó · g7 negres alfil · h7 negres peó · g6 negres peó · c5 blanques peó · d5 negres peó · a4 negres peó · e4 negres cavall · f4 blanques dama · a3 blanques peó · f3 blanques peó · a2 blanques alfil · d2 blanques alfil · g2 blanques peó · h2 blanques peó · c1 blanques torre · h1 blanques rei | a8 negres torre · g8 negres rei · b7 negres peó · d7 negres dama · f7 negres peó · g7 negres alfil · h7 negres peó · g6 negres peó · c5 blanques peó · d5 negres peó · a4 negres peó · e4 negres cavall · f4 blanques dama · a3 blanques peó · f3 blanques peó · a2 blanques alfil · d2 blanques alfil · g2 blanques peó · h2 blanques peó · c1 blanques torre · h1 blanques rei | a8 negres torre · g8 negres rei · b7 negres peó · d7 negres dama · f7 negres peó · g7 negres alfil · h7 negres peó · g6 negres peó · c5 blanques peó · d5 negres peó · a4 negres peó · e4 negres cavall · f4 blanques dama · a3 blanques peó · f3 blanques peó · a2 blanques alfil · d2 blanques alfil · g2 blanques peó · h2 blanques peó · c1 blanques torre · h1 blanques rei | a8 negres torre · g8 negres rei · b7 negres peó · d7 negres dama · f7 negres peó · g7 negres alfil · h7 negres peó · g6 negres peó · c5 blanques peó · d5 negres peó · a4 negres peó · e4 negres cavall · f4 blanques dama · a3 blanques peó · f3 blanques peó · a2 blanques alfil · d2 blanques alfil · g2 blanques peó · h2 blanques peó · c1 blanques torre · h1 blanques rei | 5 |
| 4 | a8 negres torre · g8 negres rei · b7 negres peó · d7 negres dama · f7 negres peó · g7 negres alfil · h7 negres peó · g6 negres peó · c5 blanques peó · d5 negres peó · a4 negres peó · e4 negres cavall · f4 blanques dama · a3 blanques peó · f3 blanques peó · a2 blanques alfil · d2 blanques alfil · g2 blanques peó · h2 blanques peó · c1 blanques torre · h1 blanques rei | a8 negres torre · g8 negres rei · b7 negres peó · d7 negres dama · f7 negres peó · g7 negres alfil · h7 negres peó · g6 negres peó · c5 blanques peó · d5 negres peó · a4 negres peó · e4 negres cavall · f4 blanques dama · a3 blanques peó · f3 blanques peó · a2 blanques alfil · d2 blanques alfil · g2 blanques peó · h2 blanques peó · c1 blanques torre · h1 blanques rei | a8 negres torre · g8 negres rei · b7 negres peó · d7 negres dama · f7 negres peó · g7 negres alfil · h7 negres peó · g6 negres peó · c5 blanques peó · d5 negres peó · a4 negres peó · e4 negres cavall · f4 blanques dama · a3 blanques peó · f3 blanques peó · a2 blanques alfil · d2 blanques alfil · g2 blanques peó · h2 blanques peó · c1 blanques torre · h1 blanques rei | a8 negres torre · g8 negres rei · b7 negres peó · d7 negres dama · f7 negres peó · g7 negres alfil · h7 negres peó · g6 negres peó · c5 blanques peó · d5 negres peó · a4 negres peó · e4 negres cavall · f4 blanques dama · a3 blanques peó · f3 blanques peó · a2 blanques alfil · d2 blanques alfil · g2 blanques peó · h2 blanques peó · c1 blanques torre · h1 blanques rei | a8 negres torre · g8 negres rei · b7 negres peó · d7 negres dama · f7 negres peó · g7 negres alfil · h7 negres peó · g6 negres peó · c5 blanques peó · d5 negres peó · a4 negres peó · e4 negres cavall · f4 blanques dama · a3 blanques peó · f3 blanques peó · a2 blanques alfil · d2 blanques alfil · g2 blanques peó · h2 blanques peó · c1 blanques torre · h1 blanques rei | a8 negres torre · g8 negres rei · b7 negres peó · d7 negres dama · f7 negres peó · g7 negres alfil · h7 negres peó · g6 negres peó · c5 blanques peó · d5 negres peó · a4 negres peó · e4 negres cavall · f4 blanques dama · a3 blanques peó · f3 blanques peó · a2 blanques alfil · d2 blanques alfil · g2 blanques peó · h2 blanques peó · c1 blanques torre · h1 blanques rei | a8 negres torre · g8 negres rei · b7 negres peó · d7 negres dama · f7 negres peó · g7 negres alfil · h7 negres peó · g6 negres peó · c5 blanques peó · d5 negres peó · a4 negres peó · e4 negres cavall · f4 blanques dama · a3 blanques peó · f3 blanques peó · a2 blanques alfil · d2 blanques alfil · g2 blanques peó · h2 blanques peó · c1 blanques torre · h1 blanques rei | a8 negres torre · g8 negres rei · b7 negres peó · d7 negres dama · f7 negres peó · g7 negres alfil · h7 negres peó · g6 negres peó · c5 blanques peó · d5 negres peó · a4 negres peó · e4 negres cavall · f4 blanques dama · a3 blanques peó · f3 blanques peó · a2 blanques alfil · d2 blanques alfil · g2 blanques peó · h2 blanques peó · c1 blanques torre · h1 blanques rei | 4 |
| 3 | a8 negres torre · g8 negres rei · b7 negres peó · d7 negres dama · f7 negres peó · g7 negres alfil · h7 negres peó · g6 negres peó · c5 blanques peó · d5 negres peó · a4 negres peó · e4 negres cavall · f4 blanques dama · a3 blanques peó · f3 blanques peó · a2 blanques alfil · d2 blanques alfil · g2 blanques peó · h2 blanques peó · c1 blanques torre · h1 blanques rei | a8 negres torre · g8 negres rei · b7 negres peó · d7 negres dama · f7 negres peó · g7 negres alfil · h7 negres peó · g6 negres peó · c5 blanques peó · d5 negres peó · a4 negres peó · e4 negres cavall · f4 blanques dama · a3 blanques peó · f3 blanques peó · a2 blanques alfil · d2 blanques alfil · g2 blanques peó · h2 blanques peó · c1 blanques torre · h1 blanques rei | a8 negres torre · g8 negres rei · b7 negres peó · d7 negres dama · f7 negres peó · g7 negres alfil · h7 negres peó · g6 negres peó · c5 blanques peó · d5 negres peó · a4 negres peó · e4 negres cavall · f4 blanques dama · a3 blanques peó · f3 blanques peó · a2 blanques alfil · d2 blanques alfil · g2 blanques peó · h2 blanques peó · c1 blanques torre · h1 blanques rei | a8 negres torre · g8 negres rei · b7 negres peó · d7 negres dama · f7 negres peó · g7 negres alfil · h7 negres peó · g6 negres peó · c5 blanques peó · d5 negres peó · a4 negres peó · e4 negres cavall · f4 blanques dama · a3 blanques peó · f3 blanques peó · a2 blanques alfil · d2 blanques alfil · g2 blanques peó · h2 blanques peó · c1 blanques torre · h1 blanques rei | a8 negres torre · g8 negres rei · b7 negres peó · d7 negres dama · f7 negres peó · g7 negres alfil · h7 negres peó · g6 negres peó · c5 blanques peó · d5 negres peó · a4 negres peó · e4 negres cavall · f4 blanques dama · a3 blanques peó · f3 blanques peó · a2 blanques alfil · d2 blanques alfil · g2 blanques peó · h2 blanques peó · c1 blanques torre · h1 blanques rei | a8 negres torre · g8 negres rei · b7 negres peó · d7 negres dama · f7 negres peó · g7 negres alfil · h7 negres peó · g6 negres peó · c5 blanques peó · d5 negres peó · a4 negres peó · e4 negres cavall · f4 blanques dama · a3 blanques peó · f3 blanques peó · a2 blanques alfil · d2 blanques alfil · g2 blanques peó · h2 blanques peó · c1 blanques torre · h1 blanques rei | a8 negres torre · g8 negres rei · b7 negres peó · d7 negres dama · f7 negres peó · g7 negres alfil · h7 negres peó · g6 negres peó · c5 blanques peó · d5 negres peó · a4 negres peó · e4 negres cavall · f4 blanques dama · a3 blanques peó · f3 blanques peó · a2 blanques alfil · d2 blanques alfil · g2 blanques peó · h2 blanques peó · c1 blanques torre · h1 blanques rei | a8 negres torre · g8 negres rei · b7 negres peó · d7 negres dama · f7 negres peó · g7 negres alfil · h7 negres peó · g6 negres peó · c5 blanques peó · d5 negres peó · a4 negres peó · e4 negres cavall · f4 blanques dama · a3 blanques peó · f3 blanques peó · a2 blanques alfil · d2 blanques alfil · g2 blanques peó · h2 blanques peó · c1 blanques torre · h1 blanques rei | 3 |
| 2 | a8 negres torre · g8 negres rei · b7 negres peó · d7 negres dama · f7 negres peó · g7 negres alfil · h7 negres peó · g6 negres peó · c5 blanques peó · d5 negres peó · a4 negres peó · e4 negres cavall · f4 blanques dama · a3 blanques peó · f3 blanques peó · a2 blanques alfil · d2 blanques alfil · g2 blanques peó · h2 blanques peó · c1 blanques torre · h1 blanques rei | a8 negres torre · g8 negres rei · b7 negres peó · d7 negres dama · f7 negres peó · g7 negres alfil · h7 negres peó · g6 negres peó · c5 blanques peó · d5 negres peó · a4 negres peó · e4 negres cavall · f4 blanques dama · a3 blanques peó · f3 blanques peó · a2 blanques alfil · d2 blanques alfil · g2 blanques peó · h2 blanques peó · c1 blanques torre · h1 blanques rei | a8 negres torre · g8 negres rei · b7 negres peó · d7 negres dama · f7 negres peó · g7 negres alfil · h7 negres peó · g6 negres peó · c5 blanques peó · d5 negres peó · a4 negres peó · e4 negres cavall · f4 blanques dama · a3 blanques peó · f3 blanques peó · a2 blanques alfil · d2 blanques alfil · g2 blanques peó · h2 blanques peó · c1 blanques torre · h1 blanques rei | a8 negres torre · g8 negres rei · b7 negres peó · d7 negres dama · f7 negres peó · g7 negres alfil · h7 negres peó · g6 negres peó · c5 blanques peó · d5 negres peó · a4 negres peó · e4 negres cavall · f4 blanques dama · a3 blanques peó · f3 blanques peó · a2 blanques alfil · d2 blanques alfil · g2 blanques peó · h2 blanques peó · c1 blanques torre · h1 blanques rei | a8 negres torre · g8 negres rei · b7 negres peó · d7 negres dama · f7 negres peó · g7 negres alfil · h7 negres peó · g6 negres peó · c5 blanques peó · d5 negres peó · a4 negres peó · e4 negres cavall · f4 blanques dama · a3 blanques peó · f3 blanques peó · a2 blanques alfil · d2 blanques alfil · g2 blanques peó · h2 blanques peó · c1 blanques torre · h1 blanques rei | a8 negres torre · g8 negres rei · b7 negres peó · d7 negres dama · f7 negres peó · g7 negres alfil · h7 negres peó · g6 negres peó · c5 blanques peó · d5 negres peó · a4 negres peó · e4 negres cavall · f4 blanques dama · a3 blanques peó · f3 blanques peó · a2 blanques alfil · d2 blanques alfil · g2 blanques peó · h2 blanques peó · c1 blanques torre · h1 blanques rei | a8 negres torre · g8 negres rei · b7 negres peó · d7 negres dama · f7 negres peó · g7 negres alfil · h7 negres peó · g6 negres peó · c5 blanques peó · d5 negres peó · a4 negres peó · e4 negres cavall · f4 blanques dama · a3 blanques peó · f3 blanques peó · a2 blanques alfil · d2 blanques alfil · g2 blanques peó · h2 blanques peó · c1 blanques torre · h1 blanques rei | a8 negres torre · g8 negres rei · b7 negres peó · d7 negres dama · f7 negres peó · g7 negres alfil · h7 negres peó · g6 negres peó · c5 blanques peó · d5 negres peó · a4 negres peó · e4 negres cavall · f4 blanques dama · a3 blanques peó · f3 blanques peó · a2 blanques alfil · d2 blanques alfil · g2 blanques peó · h2 blanques peó · c1 blanques torre · h1 blanques rei | 2 |
| 1 | a8 negres torre · g8 negres rei · b7 negres peó · d7 negres dama · f7 negres peó · g7 negres alfil · h7 negres peó · g6 negres peó · c5 blanques peó · d5 negres peó · a4 negres peó · e4 negres cavall · f4 blanques dama · a3 blanques peó · f3 blanques peó · a2 blanques alfil · d2 blanques alfil · g2 blanques peó · h2 blanques peó · c1 blanques torre · h1 blanques rei | a8 negres torre · g8 negres rei · b7 negres peó · d7 negres dama · f7 negres peó · g7 negres alfil · h7 negres peó · g6 negres peó · c5 blanques peó · d5 negres peó · a4 negres peó · e4 negres cavall · f4 blanques dama · a3 blanques peó · f3 blanques peó · a2 blanques alfil · d2 blanques alfil · g2 blanques peó · h2 blanques peó · c1 blanques torre · h1 blanques rei | a8 negres torre · g8 negres rei · b7 negres peó · d7 negres dama · f7 negres peó · g7 negres alfil · h7 negres peó · g6 negres peó · c5 blanques peó · d5 negres peó · a4 negres peó · e4 negres cavall · f4 blanques dama · a3 blanques peó · f3 blanques peó · a2 blanques alfil · d2 blanques alfil · g2 blanques peó · h2 blanques peó · c1 blanques torre · h1 blanques rei | a8 negres torre · g8 negres rei · b7 negres peó · d7 negres dama · f7 negres peó · g7 negres alfil · h7 negres peó · g6 negres peó · c5 blanques peó · d5 negres peó · a4 negres peó · e4 negres cavall · f4 blanques dama · a3 blanques peó · f3 blanques peó · a2 blanques alfil · d2 blanques alfil · g2 blanques peó · h2 blanques peó · c1 blanques torre · h1 blanques rei | a8 negres torre · g8 negres rei · b7 negres peó · d7 negres dama · f7 negres peó · g7 negres alfil · h7 negres peó · g6 negres peó · c5 blanques peó · d5 negres peó · a4 negres peó · e4 negres cavall · f4 blanques dama · a3 blanques peó · f3 blanques peó · a2 blanques alfil · d2 blanques alfil · g2 blanques peó · h2 blanques peó · c1 blanques torre · h1 blanques rei | a8 negres torre · g8 negres rei · b7 negres peó · d7 negres dama · f7 negres peó · g7 negres alfil · h7 negres peó · g6 negres peó · c5 blanques peó · d5 negres peó · a4 negres peó · e4 negres cavall · f4 blanques dama · a3 blanques peó · f3 blanques peó · a2 blanques alfil · d2 blanques alfil · g2 blanques peó · h2 blanques peó · c1 blanques torre · h1 blanques rei | a8 negres torre · g8 negres rei · b7 negres peó · d7 negres dama · f7 negres peó · g7 negres alfil · h7 negres peó · g6 negres peó · c5 blanques peó · d5 negres peó · a4 negres peó · e4 negres cavall · f4 blanques dama · a3 blanques peó · f3 blanques peó · a2 blanques alfil · d2 blanques alfil · g2 blanques peó · h2 blanques peó · c1 blanques torre · h1 blanques rei | a8 negres torre · g8 negres rei · b7 negres peó · d7 negres dama · f7 negres peó · g7 negres alfil · h7 negres peó · g6 negres peó · c5 blanques peó · d5 negres peó · a4 negres peó · e4 negres cavall · f4 blanques dama · a3 blanques peó · f3 blanques peó · a2 blanques alfil · d2 blanques alfil · g2 blanques peó · h2 blanques peó · c1 blanques torre · h1 blanques rei | 1 |
|   | a | b | c | d | e | f | g | h |   |

Després de 33...Cf2+ 34.Rg1 (únic moviment legal) 34...Cd3, les blanques abandonaren. A la posició final el cavall negre fa una forquilla a la dama i la torre blanca, de manera que si es mou la dama, el blanc perdrà una qualitat.
Les forquilles són sovint usades com a part d'una combinació que pot implicar d'altres tipus de tàctiques d'escacs.